# Sid Meier’s Alpha Centauri
A Sid Meier’s Alpha Centauri egy körökre osztott 4X-típusú stratégiai játék, melyet Brian Reynolds és Sid Meier készített a Firaxis Games segítségével 1999-ben. A Civilization sorozat spirituális folytatásaként készült el: a XXII. században játszódik, amikor hét, egymással rivalizáló frakció landol a Chiron bolygón, az Alpha Centauri csillagrendszerben. A játék előrehaladtával a játékosnak nemcsak a többi frakcióval, hanem a Chiron bolygó tudatával is meg kell küzdenie.
Sid Meier és Jeff Briggs kezdték el fejleszteni a játékot, Brian Reynolds közreműködésével akkor, amikor otthagyták 1996-ban a MicroProse-t és megalapították a Firaxist. A játék kiadója az Electronic Arts volt, és ez adta ki az ahhoz megjelent hivatalos kiegészítőt, az Alien Crossfire-t is. A játék portja elkészült Linuxra és Mac OS-re is.
A Civilization II továbbfejlesztéseként bekerült a szimultán többjátékos üzemmód, a társadalom-mérnökösködés, a klíma, a személyre szabható egységek, az idegen élet a bolygón, kibővített diplomácia és kémkedés, többféle győzelmi lehetőségek, valamint a modolás lehetősége. A kiegészítő ezt öt új emberi és két nem emberi frakcióval bővítette ki, új technológiákkal, üzemekkel, titkos projektekkel, lényekkel, és sok mással.
A játék kritikailag nagy siker lett, főként a Civilization II-vel összehasonlítva. A kritikák dícsérték a sci-fi történetszálat, a szinkront, a játékosok által gyártható egyéni egységek lehetőségét, és a technológiai fa terebélyességét. Az Alpha Centauri több díjat is nyert a szaklapoknál.

## Cselekménye
A játék története szerint az Egyesült Nemzetek Szervezete elindította az Egység (Unity) nevű űrhajóját az Alpha Centauri rendszerbe, ahol korábban felfedeztek egy Chiron (vagy egyszerűen csak "Bolygó") névre hallgató Föld-típusú planétát. Azt remélték, hogy az emberiség legjobbjai, akik a hajón voltak, képesek lesznek egy tökéletes civilizációt létrehozni. Ahogy az Egység elérte az Alpha Centauri rendszerét, egy hiba folytán a felső tisztek felébredtek mély álmukból. Mialatt a legénység megpróbálta kijavítani a hibát, Garland parancsnokot orvul megölték. A hajó súlyos sérülése miatt a hét tiszt a számára szimpatikus tagokkal beszállt egy-egy mentőkabinba, majd leszálltak a Chiron felszínére. Heten, az ütköző személyiségükkel és ideológiájukkal, hét különböző társadalmat kezdtek el építeni saját elképzelésük szerint – az emberiséget újra háborúkba és pártviadalokba taszítva.
Amiről az emberiség nem tudott, az az, hogy az őket megelőző civilizáció, a Progenitorok, hatalmas kísérleteket folytattak az idegrendszerrel, melynek köszönhetően létrejött egy bolygóméretű, összefüggő, de öntudatra még nem ébredt entitás, a Manifold. A Chironon csak monolitokat és különféle tárgyakat hagytak hátra, hogy felügyeljék azt.
Az Alien Crossfire kiegészítő története szerint az idegenek kísérletezgetéseinek katasztrofális következményei lettek a Tau Ceti rendszerben: egy százmillió éves evolúciós ciklust hoztak létre, amely a környező csillagrendszerekben gyakorlatilag kiirtotta a más életformákat. Ezután a Progenitorok is kétfelé szakadtak: egy részük ellenzi a további kísérleteket, nehogy megismétlődjön ugyanez, másikuk azonban pontosan ezt akarja megvalósítani, ráadásul épp a Chironon.
Az alapjátékban hétféle frakció választható, akik vezetőjét 14 különböző karakterből választhatjuk ki. A játék során ők egyfajta "beszélő fejként" kommunikálnak is, ahogy a hasznos információkat megjelenítő Datalink is. Minden egyes frakció egy-egy, a játék szempontjából fontos tulajdonsággal bír, és másfajta filozófiában hisznek. Vannak köztük technológiai utopisták, hithű keresztények, a szabadpiaci kapitalizmus hívei, militarista túlélők, kínai legisták, az ENSZ humanitárius chartájának hívei, illetve a radikális környezetvédők. Az Alien Crossfire-ben közéjük kerülnek olyan frakciók, amelyeket egy kiborg, egy egykori tengerész, egy volt szakszervezeti vezető, egy hacker, vagy éppen a Bolygó egyik szülötte vezet.
A történet videobejátszásokon keresztül halad előre. A bolygón található élet javarészt féregszerű parazitákból áll, illetve egy vörös gombafajból, amely a spóráival gyorsan képes elszaporodni. A gombán keresztül nehéz átjutni, viszont remek álcát biztosít az ellenségnek - erőforrásként is használható, de az általa termelt "elmeférgek" hajlamosak településeinket és egységeinket megtámadni. Idővel lehetségessé válik a férgek katonai célú felhasználása, és ekkor jön rá a játékos is arra, hogy mind ezek, mind a gomba a bolygó kollektív tudatának részei. A közelgő öntudatra ébredés során elpusztulna minden a bolygón, ezért fel kell építeni az "Alfa Centauri Hangja" nevű titkos projektet, amellyel össze lehet kötni a lényt a Datalinkkel, amellyel el lehet halasztani ugyan az öntudatra ébredést, de az egyben meg is szerzi az emberiség által összegyűjtött tudást is. A játék végén lehetőséggé válik az is, hogy valamennyi ember csatlakozzon erre a hálózatra, egy óriási központi tudatot létrehozva ezzel.

## Játékmenet
Az Alpha Centauri egy körökre osztott stratégiai játék, sci-fi elemekkel., mely kétdimenziós izometrikus nézetből játszható. Számtalan elemet tartalmaz a Civilization II-ből, melyek vagy átnevezésre, vagy finomhangolásra kerültek. Települések helyett bázisoknak hívják őket, az épületek üzemek, a csodák titkos projektek lettek. A játékos felfedezheti a területet, kutathat, és meghódíthatja a többi frakciót. A hódítás mellett diplomáciai sikerekre is lehetőség van: ha a népesség háromnegyede támogatja az elképzelésünket, az is a győzelem felé visz, ahogy a globális energiapiac felépítése, a transzcendens felemelkedés titkos projekt létrehozása, illetve az idegen frakcióknál hat generátor felépítése.
A játékképernyő felső kétharmadát teszi ki a játéktér, amely négyzetekre van osztva. Ezeken építhet a játékos bázisokat, mozoghat, illetve csatázhat. Terraformálással lehetővé válik a játéktér módosítása is, amelyek a hatékonyabb mozgást, csatázást, illetve nyersanyagbegyűjtést teszik lehetővé. A nyersanyagok fontosak a népesség növekedése, az építkezés és a fejlesztések érdekében, és ezeken keresztül termelődik energia is. Az energiát el is lehet tárolni, illetve fejlesztésekre lehet fordítani. A Civilization II-vel ellentétben az újonnan kifejlesztett technológiák nem új egységeket adnak, hanem új komponenseket a már meglévőekhez. Az eltárolt energiával lehetséges az egységek továbbfejlesztése, az üzemek fenntartása, illetve akár a játék megnyerése is a globális energiapiaccal. A bázisok a kolóniánk fontos pontjai, ugyanis itt él a lakosság, itt gyárthatunk harci egységeket, gyűjthetünk energiát, és építhetünk titkos projekteket.
A terraformálás mellett más módon is szerezhetünk előnyöket: például társadalom-mérnökösködéssel, felderítőcsapatokkal és diplomáciával. A mérnökösködés során finomhangolhatjuk az egyes frakciókkal együtt járó előnyöket és hátrányokat, a felderítők szabotálhatnak és lophatnak, a diplomáciával pedig koalíciókat hozhatunk létre. Létezik az úgynevezett Planetáris Tanács, amely az egész bolygót érintő döntéseket felügyeli, és a játék megnyerésének is több esetben ők a kulcsai.
Szerepelnek még a játékban idegen életformák, gépek, üzemek. A már említett gomba, amely benövi a bolygót, egyrészt akadályt képez, másrészt hatással van a városainkra és az egységeinkre. Az egy helyben álló gombatornyok termelik az életformákat, amelyek pszionikus hadviselést folytatnak. Az itt-ott megtalálható monolitok értéket képviselnek és megjavítják egységeinket, a különféle kincsek gyorsabb technológiai fejlesztést és titkos projekt-építést biztosítanak, a tájékozódási pontok nyersanyagbónusszal látnak el minket, emellett véletlenszerűen bekövetkező események is adhatnak előnyöket vagy hátrányokat.
Az egyjátékos mód mellett többjátékos mód is bekerült, valamint egyéni játékmódok is. Ezek segítségével már a játék indításakor megadhatunk feltételeket, a beépített scenario- és térképszerkesztővel személyre szabhatjuk azt, sőt a játékfájlok is módosíthatók. Mindezek azt jelentik, hogy a játék igen széles körben testreszabható.

## Fejlesztése
1996-ban megjelent a MicroProse gondozásában a Civilization II. Ezzel egyidőben a cég tulajdonosa, a Spectrum Holobyte úgy döntött, hogy költségcsökkentési okokból az egész vállalat felveszi a MicroProse nevet, és az egész stábnak Marylandből Kaliforniába kellett költöznie. Ez azzal is járt, hogy egyes dolgozókat el kellett bocsátani. Az ebből kialakult konfliktusok okán Meier, Reynolds és Briggs elhagyták a céget és megalapították a Firaxist. Habár nem rendelkeztek a jogokkal, szerettek volna egy hasonló játékot csinálni, és mivel az előző játékaikkal teljes körűen kitárgyalták a civilizációk fejlődését, a cselekményt sci-fi környezetbe helyezték, hogy izgalmasabb legyen.
Egyiküknek sem volt tapasztalata a tudományos fantasztikummal, ezért úgy határoztak, hogy a téma legyen a jövő történelme. Ehhez egy elképzelhető szituációt vetek alapul, melynek során az emberiség kolonizál és terraformál egy közeli csillagrendszerben található bolygót. A cselekmény megírásához inspirációt jelentettek a kortárs sci-fi irodalom művei. Mivel a csapat első játéka a Gettysburg volt, a fejlesztési idő jobbára arra ment el, az Alpha Centauri pedig csak prototípus formájában létezett. 1997 közepére elkészült a játék többjátékos üzemmódja is, bár nem ezt tartották elsődlegesnek, és a körökre osztott játékoknál egyébként is nehézkesnek tűnt a megvalósíthatóság. Ekkortájt kezdte a csapat kutatni a csillagközi utazás tudományos lehetőségeit is. A játékot végül az 1998-as E3-on mutatták be a nagyközönségnek.
Az 1999 februárjában történő megjelenést követően kezdődtek a munkák a kiegészítő elkészítésén. Több ötletet is végiggondoltak, például egy esetleges visszatérést a posztapokaliptikus Földre, vagy egy másik bolygó meghódítását - végül maradtak az eredeti bolygón, ugyanis az az új történettel is új távlatokat nyitott meg.